# Pan-Filipijnse snelweg
De Pan-Filipijnse snelweg, ook bekend als Maharlika Highway, is een 3500 km lang netwerk van wegen, bruggen en veerdiensten die de eilanden Luzon, Samar, Leyte en Mindanao verbinden in de Filipijnen.
De weg begint in Laoag, een stad in het noorden van het land, en eindigt in Zamboanga, een stad in het zuiden van het land. De weg is gemarkeerd als AH26 en is dus een onderdeel van het Aziatische wegennet.